# Hi5

Mapa dels països amb més usuaris de Hi5.

Hi5 és un lloc web de xarxes socials a la Internet amb ànim de lucre llançada l'any 2003 als Estats Units per l'indi Ramu Yalamanchi. És més popular al continent americà, en especial als països hispanoparlants, que a Europa. Es pot utilitzar en 24 idiomes.